# Montigny-en-Cambrésis
Montigny-en-Cambrésis – miejscowość i gmina we Francji, w regionie Hauts-de-France, w departamencie Nord.
Według danych na rok 1990 gminę zamieszkiwały 642 osoby, a gęstość zaludnienia wynosiła 109 osób/km² (wśród 1549 gmin regionu Nord-Pas-de-Calais Montigny-en-Cambrésis plasuje się na 697. miejscu pod względem liczby ludności, natomiast pod względem powierzchni na miejscu 604.).